# Topolino agente di pubblicità
Topolino agente di pubblicità (Supersalesman) è una storia a strisce realizzata da Merrill De Maris e da Floyd Gottfredson e apparsa sui quotidiani americani nel 1941.

## Trama
Minni decide di usare la psicologia per convincere Topolino a trovare un lavoro tranquillo. Trova un impiego presso un'agenzia di pubblicità e convince Topolino a farsi assumere nella stessa agenzia. Topolino diventa così un agente di pubblicità e inizia a conoscere i suoi colleghi, un po' eccentrici.

## Storia editoriale

### Edizione italiana
La storia venne tradotta in italiano nel 1942 e sarebbe dovuta apparire sulle pagine del settimanale Topolino al termine della storia Topolino e l'illusionista, ma il fascismo decise, in seguito all'entrata in guerra degli Stati Uniti, di proibire al giornale mondadoriano di pubblicare storie di Topolino a partire dal n. 478 (10 febbraio 1942), costringendo i redattori a massacrare il finale della storia Topolino e l'illusionista con il taglio della maggioranza delle vignette, tutto ciò per far concludere la storia con il n. 477, l'ultimo numero in cui era permesso pubblicare storie di Topolino.
La storia Topolino agente di pubblicità, di conseguenza, non era più pubblicabile. Federico Pedrocchi, direttore artistico del settimanale, non si diede però per vinto e decise di aggirare il divieto del fascismo facendo ridisegnare i personaggi della storia a Pierlorenzo De Vita; i fondali rimasero gli stessi della storia originale di De Maris e Gottfredson, ma i personaggi disneyani vennero sostituiti da altri con aspetto e personalità simili ma umani e non più animali antropomorfi: Topolino divenne così Tuffolino, Minnie Mimma e Clarabella Clara. La pubblicazione della storia modificata in questo modo, non più definibile come storia di Topolino, venne annunciata al termine dell'ultima puntata di Topolino e l'illusionista (n. 477) con la scritta a fondo pagina Dal prossimo numero: Tuffolino agente di pubblicità. La prima puntata di Tuffolino agente di pubblicità apparve dunque sul n. 478, con la sceneggiatura accreditata a Pedrocchi e i disegni a De Vita Sr., anche se in realtà, almeno fino alla terza striscia della sedicesima puntata, Pedrocchi non fece altro che tradurre i dialoghi della storia di De Maris, cambiando solo i personaggi. Una volta raggiunta, con la sedicesima puntata, la conclusione della vicenda originale, con Topolino/Tuffolino e Minni/Mimma che vengono premiati dal datore di lavoro con un buono e una settimana di vacanza, la storia venne allungata da Pedrocchi e De Vita con delle strisce aggiuntive, completamente originali, relative ai preparativi di Tuffolino per la vacanza, concludendosi con la diciottesima puntata.
Con la fine della guerra e la caduta del fascismo Topolino divenne di nuovo pubblicabile; dato che però Topolino agente di pubblicità era già stata pubblicata in Italia in versione alterata (come Tuffolino agente di pubblicità), la Mondadori decise per il momento di saltare la pubblicazione della versione originale della storia con Topolino al posto di Tuffolino, pubblicando le successive Topolino e il boscaiolo e Topolino e il mistero delle collane; Topolino agente di pubblicità venne pubblicata solo nel 1947 in un albo d'oro, e neanche in versione integrale. La versione integrale venne pubblicata su Topolino d'Oro #29 (1973). Per leggere la storia in formato striscia è invece necessario procurarsi, oltre al già citato numero di Topolino d'Oro, l'inserto al Messaggero corrispondente (1989), Topomistery #72 (1999, in bianco e nero) e Gli anni d'oro di Topolino #5 (2010, a colori).